# エリザ (曲)
「エリザ」（Élisa）は、セルジュ・ゲンスブールの曲である。ミシェル・コロンビエと共作した。

## 概要
この曲は最初、1967年の映画『L'Horizon』のために作られたテーマ曲であった。この映画のサウンドトラック『Bande originale du film de Jacques ROUFFIO "L'Horizon"』（1967年）には「エリザ」のインストゥルメンタルが収録されている。
この曲は、第一次世界大戦中、アントナン（ジャック・ペラン）という名前の兵士がエリザ（マーシャ・メリル）に恋をする映画『L'Horizon』の内容とは、「エリザ」という名称以外に関連性がない。
1969年、ジェーン・バーキンとゲンスブールの共演アルバム『ジェーン&セルジュ』の8曲目に「エリザ」が収録された。ゲンスブールは、彼より若い1人の女性「エリザ」への愛を歌う（1969年に、ゲンスブールは41歳、ジェーン・バーキンは23歳）。このバージョンの「エリザ」は「BOF "L'Horizon"」と注記される場合がある（BOFはBande Originale du Filmの略）。
ゲンスブールの死後、この歌はジャン・ベッケルの映画『エリザ』（1995年）に使用され、リヴァイヴァル・ヒットをした。この映画により、この歌はセザール賞「オリジナル音楽賞」を受賞した。
この曲は歌詞が大きく異なるバージョンがある。そのバージョンはジジ・ジャンメールのダンス上演のための曲である。ジジ・ジャンメールのバージョンは、愛しのエリザの思い出とともに戦争へ出発する兵士たちの物語である。このバージョンの音楽映像も存在し、ゲンズブール、ジジ・ジャンメール、合唱する男性兵士たちが登場する。

## 収録曲
- シングル盤「エリザ」 1969年 フィリップス B 370.777 F

1. エリザ - "Élisa" [2:28]
  - 作詞：セルジュ・ゲンスブール 作曲：セルジュ・ゲンスブール、ミシェル・コロンビエ 編曲：アーサー・グリーンズレイド
2. アニーとボンボン - "Les Sucettes" [2:28]
  - 作詞：セルジュ・ゲンスブール 作曲：セルジュ・ゲンスブール 編曲：アーサー・グリーンズレイド

## 収録盤
- 1967年 : アルバム『Bande originale du film de Jacques ROUFFIO "L'Horizon"』第1曲（インストゥルメンタル）。映画『L'Horizon』のサウンドトラック。
- 1969年 : シングル「エリザ」、フィリップス・レコード。
- 1969年 : アルバム『ジェーン&セルジュ』、マーキュリー・レコード。2001年CD復刻。
- 1991年 : アルバム『ゲーンスブールからゲーンスバールへ』（DE GAINSBOURG à gainsbarre）、マーキュリー・レコード。この年に死去したゲンスブールのメモリアル・コンピレーション・アルバム。
- 1994年 : アルバム『ジュ・テーム・モア・ノン・プリュ ゲンスブール・コンプリート VOL. 5』（JE T'AIME... MOI NON PLUS VOL. 5: 1969・1970・1971）、マーキュリー。ベスト・アルバム第5弾。
- 1995年 : アルバム『Bande Originale du Film "ELISA"』。映画『Elisa』のサウンドトラック。
- 2001年 : アルバム『ゲンスブール・フォーエヴァー』（Gainsbourg... FOREVER）、マーキュリー。ゲンスブール死後10周年のニュー・ベスト、デジタル・リマスター盤。
- 2011年 : アルバム『ベスト・オヴ・セルジュ・ゲンスブール』（best of gainsbourg - comme un boomerang）ディスク2第5曲、Universal Music。
- 2011年 : アルバム『L'Essentiel Des Albums Studio 1958-1987』、マーキュリー。12CDボックスセット。

### ジジ・ジャンメールのバージョン
- 1972年 : シングル「Zizi je t'aime」（Zizi Jeanmaire au Casino de Paris）、レコード : CBS。
- 1995年 : アルバム『Zizi au Zénith』第2曲、CD : Roland Petit Productions。全15曲の第1曲から第13曲をセルジュ・ゲンスブールが作詞作曲。

## カバー
- 2001年 : アルバム『ゲンスブール・トリビュート』（POP SESSIONS）におけるフォーデル。このアルバムは、2000年にフランスのテレビで放送されたゲンスブールのトリビュート番組の収録CD（マーキュリー）。
- 2002年 : アルバム『アラベスク』（Arabesque）におけるジェーン・バーキン。アラブ風にアレンジされている。
- 2002年 : アルバム『Arno Charles Ernest』におけるアルノ（ジェーン・バーキン共演）、CD : Delabel。
- 2010年 : ラナ・エッティンガーとテイマー・アイセンマンは、イスラエルにおけるフランコフォニー週間の開始にフランス語-ヘブライ語のバイリンガル・バージョンを披露した[8]。
- 2011年 : グレゴワルとパトリック・フィオーリ、フランス2の放送『Gainsbourg déjà 20 ans』において。
- 2013年 : ジャック・イジュラン、フランス2の放送『Taratata』において。

## 受賞
- 1996年 : 映画『Élisa』によりセザール賞「オリジナル音楽賞」（César de la meilleure musique originale）受賞。